# Мазар-Суу
Мазар-Суу (кирг. Мазар-Суу) — село в Токтогульском районе Джалал-Абадской области Кыргызстана. Входит в состав Чолпон-Атинского айылного аймака.

## География
Село расположено в северной части области, на берегах реки Мазар-Суу, на расстоянии приблизительно 23 километров (по прямой) к северо-западу от города Токтогула, административного центра района. Абсолютная высота — 1266 метров над уровнем моря.

## Население
Согласно оценочным данным Национального статистического комитета Кыргызской Республики, численность населения села на начало 2023 года составляла 1996 человек.
| год     | 2009 | 2014 | 2015 | 2020 | 2021 | 2023 |
| ------- | ---- | ---- | ---- | ---- | ---- | ---- |
| человек | 1562 | 1757 | 1738 | 1942 | 1968 | 1996 |